# Miha Kürner
Miha Kürner, né le 27 février 1987 à Ljubljana, est un skieur alpin slovène. 

## Biographie
Sa carrière officielle commence lors de la saison 2002-2003. Il découvre la Coupe d'Europe en 2004, obtenant son premier podium en décembre 2011 et sa première victoire en janvier en 2013. 
Aux Championnats du monde junior 2007, il est médaillé de bronze en combiné puis il fait ses débuts en Coupe du monde en novembre 2008 à Levi. Il marque ses premiers points en février 2011 au super combiné de Bansko (19e). 
Il prend part aux Championnats du monde 2013, où il ne finit pas le slalom.

## Palmarès

### Championnats du monde
| Épreuve / Édition        | Descente | Super G | Slalom géant | Slalom  | Combiné |
| Mondiaux 2013 Schladming | —        | —       | —            | Abandon | —       |

Légende :
- — : Il n'a pas participé à cette épreuve

### Coupe du monde
- Meilleur classement général : 140e en 2011.
- Meilleur résultat : 19e.

#### Classements détaillés
| Saison / Épreuve | Saison / Épreuve | Général | Général | Descente | Descente | Slalom | Slalom | Slalom géant | Slalom géant | Super G | Super G | Combiné | Combiné |
| ---------------- | ---------------- | ------- | ------- | -------- | -------- | ------ | ------ | ------------ | ------------ | ------- | ------- | ------- | ------- |
| Saison / Épreuve | Saison / Épreuve | Class.  | Points  | Class.   | Points   | Class. | Points | Class.       | Points       | Class.  | Points  | Class.  | Points  |
| 2011             | 2011             | 140e    | 12      | -        | -        | -      | -      | -            | -            | -       | -       | 37e     | 12      |
| 2015             | 2015             | 150e    | 2       | -        | -        | 55e    | 2      | -            | -            | -       | -       | -       | -       |

### Championnats du monde junior
- Altenmarkt-Zauchensee 2007 :
  -  Médaille de bronze au combiné.

### Coupe d'Europe
- 3 podiums, dont 1 victoire en slalom.

### Championnats de Slovénie
- Champion du slalom géant en 2010.